# Hydroboracite

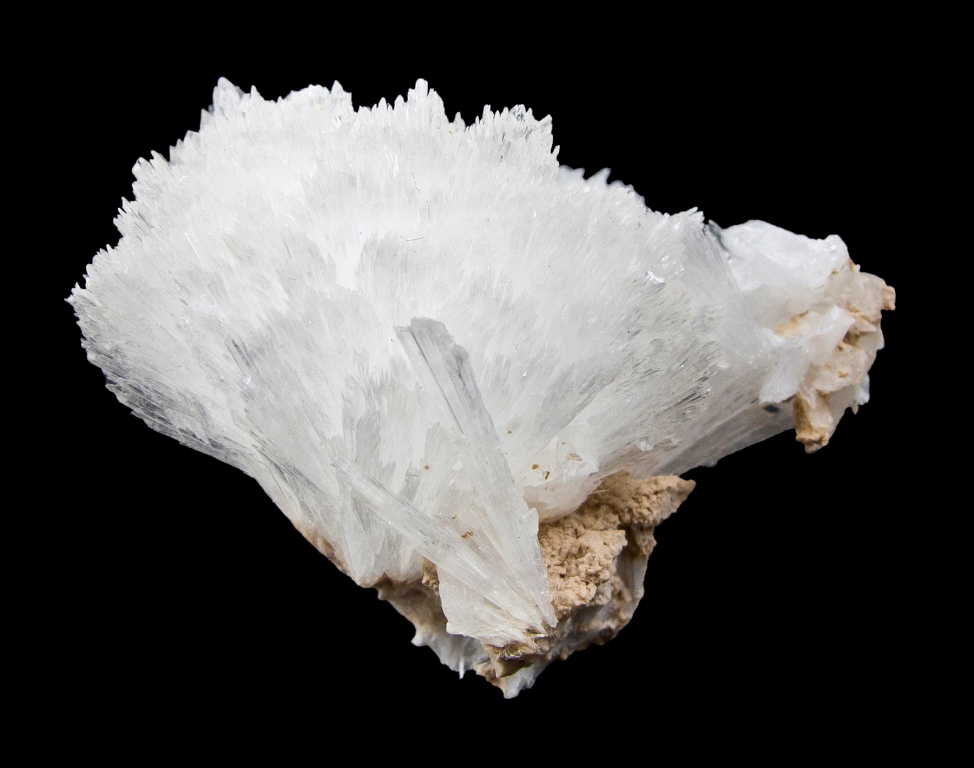
Hydroboracite blanche en lamelle radiées, mine de Boron, comté de Kern (Californie)

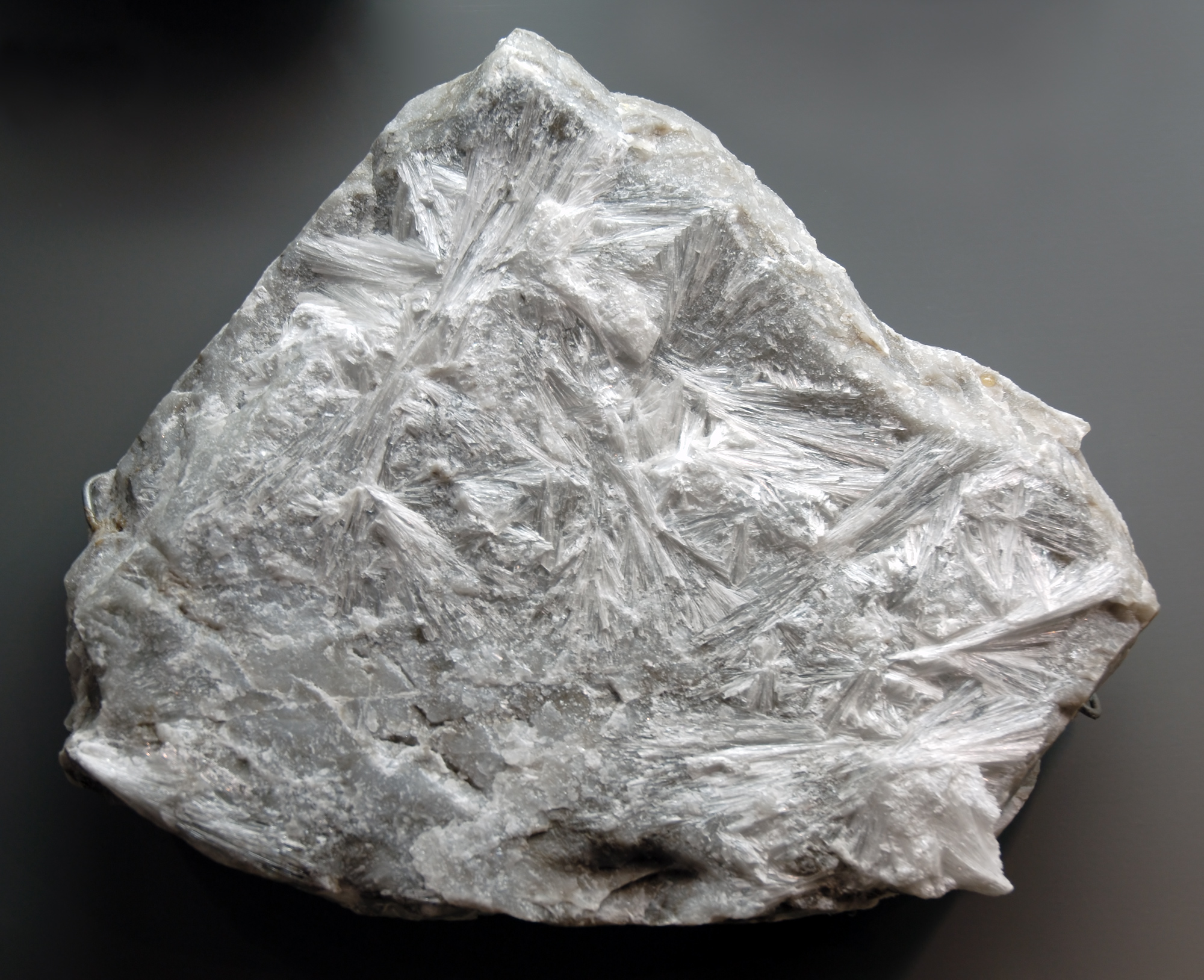
Hydroboracite grise fibreuse de Stassfurt

L' hydroboracite est un corps minéral cristallin, un hexaborate de magnésium et de calcium de formule brute CaMgB6O11 • 6 H2O. La formule souvent développée est CaMg[B3O4(OH)3]2 • 3 H2O.
Il s'agit d'un minéral borate assez fréquent, quoique souvent de minéralisation secondaire, des dépôts évaporitiques. Il a pu servir de minerai du métalloïde bore. Il aurait été découvert dans la province kazakh de Atyrau.

## Propriétés
Ce minéral tendre et léger, de maille monoclinique, se présente sous forme d'une cristal aciculaire incolore ou blanc. Il est assez fréquent, aussi il peut constituer des masses rocheuses compactes ou en lamelles fibreuses, parfois radiées parfois parallèles.
Roche et minéral sont insolubles dans l'eau froide, et très peu solubles dans l'eau chaude. Il est soluble dans les acides, en particulier HCl et H2SO4.
Il est facilement fusible en un verre transparent, il colore la flamme en vert jaune (couleur indicatrice des composés du bore).

## Formations
Minéral et roche se forment en masse dans les dépôts évaporitiques anciens et actuels. Pourtant, la minéralisation en hydroboracite est nettement favorisée par un début de diagenèse.
Les masses d'hydroboracite alternent avec les couches de gypse et(ou) de sel gemme à Stassfurt.
Mais l'hydroboracite est souvent associée à d'autres minéraux borates : par exemple 
- la colémanite et l'ulexite dans la vallée de la Mort en Californie,
- le gypse dans les croûtes d'évaporation des anciens lacs turcs du Caucase ou du lac Inder du Kazakhstan.
- la tunellite et le borax dans la cirque du Four du comté d'Inyo et la mine ouverte de borate du comté de Kern.